# Eddy Mitchell
Eddy Mitchell, nome d'arte di Claude Lucien Moine (Parigi, 3 luglio 1942), è un attore e cantante francese, vincitore nel 1996 del Premio César per il migliore attore non protagonista.

## Biografia
La madre, Lucienne Isabelle Hanryon (1907-1987) era impiegata di banca, mentre il padre Robert Moine (1908-1968), lavorava per la società dei trasporti parigini.
Cantante del primo gruppo rock francese, i Les Chaussettes noires nel 1961, influenzato dall'amico Johnny Hallyday, l'anno successivo si è separato dalla band preferendo la carriera solista. Allo stesso periodo risale il suo avvicinamento alla recitazione, che lo porterà negli anni a interpretare diversi ruoli in pellicole d'oltralpe e a teatro.
Nel 2006 la copertina dell'album Jambalaya è stata illustrata con la riproduzione di un'opera del pittore statunitense Thomas Hart Benton, che evoca una festa o un banchetto tra i Cajun.
Tra il 2014 e il 2017 ha formato il trio Les Vieilles Canailles con Johnny Hallyday e Jacques Dutronc.
Nei mesi di giugno e luglio 2017, Les Vieilles Canailles sono in tournée in Francia, Belgio e Svizzera, per 17 repliche, di cui due a Bercy. A novembre è uscito un nuovo album intitolato La Même Tribu, volume 1, mentre La Même Tribu, volume 2 è stato pubblicato nel maggio 2018. Con questi album in studio, Mitchell rivisita alcune delle sue più grandi canzoni in duetto. Le copertine di entrambi gli album sono illustrate da Ralph Meyer.
Nel 2016, Mitchell ha dichiarato in un'intervista a L'Express di aver rifiutato la Legion d'Onore proposta da François Mitterrand.

## Filmografia
- Le parigine (Les Parisiennes), episodio Ella, regia di Jacques Poitrenaud (1962)
- Sciarada alla francese (Cherchez l'idole), regia di Michel Boisrond (1963)
- Colpo di spugna (Coup de torchon), regia di Bertrand Tavernier (1981)
- I Love You, regia di Marco Ferreri (1986)
- Round Midnight - A mezzanotte circa (Autour de Minuit), regia di Bertrand Tavernier (1986)
- Fino alla fine del mondo (Bis ans Ende der Welt), regia di Wim Wenders (1991)
- La totale!, regia di Claude Zidi (1991)
- La felicità è dietro l'angolo (Le bonheur est dans le pré), regia di Étienne Chatiliez (1995)
- Tanguy, regia di Étienne Chatiliez (2001)
- Les clefs de bagnole, regia di Laurent Baffie (2003)
- Big City, regia di Djamel Bensalah (2007)
- Tutti pazzi per Rose (Populaire), regia di Régis Roinsard (2012)
- Parliamo delle mie donne (Salaud, on t'aime), regia di Claude Lelouch (2014)
- Fuga da Villa Arzilla (Les vieux fourneaux), regia di Christophe Duthuron (2018)

## Doppiatori italiani
- Franco Zucca in Big City, Parliamo delle mie donne
- Paolo Bonacelli in I Love You
- Michele Kalamera in Tutti pazzi per Rose

## Discografia

### Album in studio
- 1967 - De Londres à Memphis
- 1974 - Rocking in Nashville
- 1975 - Made in USA
- 1976 - Sur la route de Memphis
- 1977 - La Dernière Séance
- 1978 - Après minuit
- 1979 - C'est bien fait
- 1980 - Happy Birthday
- 1981 - Le Cimetière des éléphants
- 1984 - Fan Album
- 1984 - Racines
- 1987 - Mitchell
- 1993 - Rio Grande
- 1996 - Mr Eddy
- 2003 - Frenchy
- 2007 - Jambalaya
- 2009 - Grand Écran
- 2010 - Come Back

## Riconoscimenti
- Premio César
  - 1982 – Candidatura a migliore attore non protagonista per Colpo di spugna (Coup de torchon)
  - 1996 – Migliore attore non protagonista per La felicità è dietro l'angolo (Le bonheur est dans le pré)

## Pubblicazioni
- (FR) Galas, galères, collana Souvenirs, Éditions Jacques Grancher, 1979.
- (FR) Cocktail Story, RMC Éditions, 1986.
- (FR) Des Lilas à Belleville, illustrazioni di Ralph Meyer, Dargaud, 2022.
- (FR) Con Didier Varrod, Il faut rentrer maintenant, Éditions de La Martinière, 2012.